# 국도 제495호선 (일본)

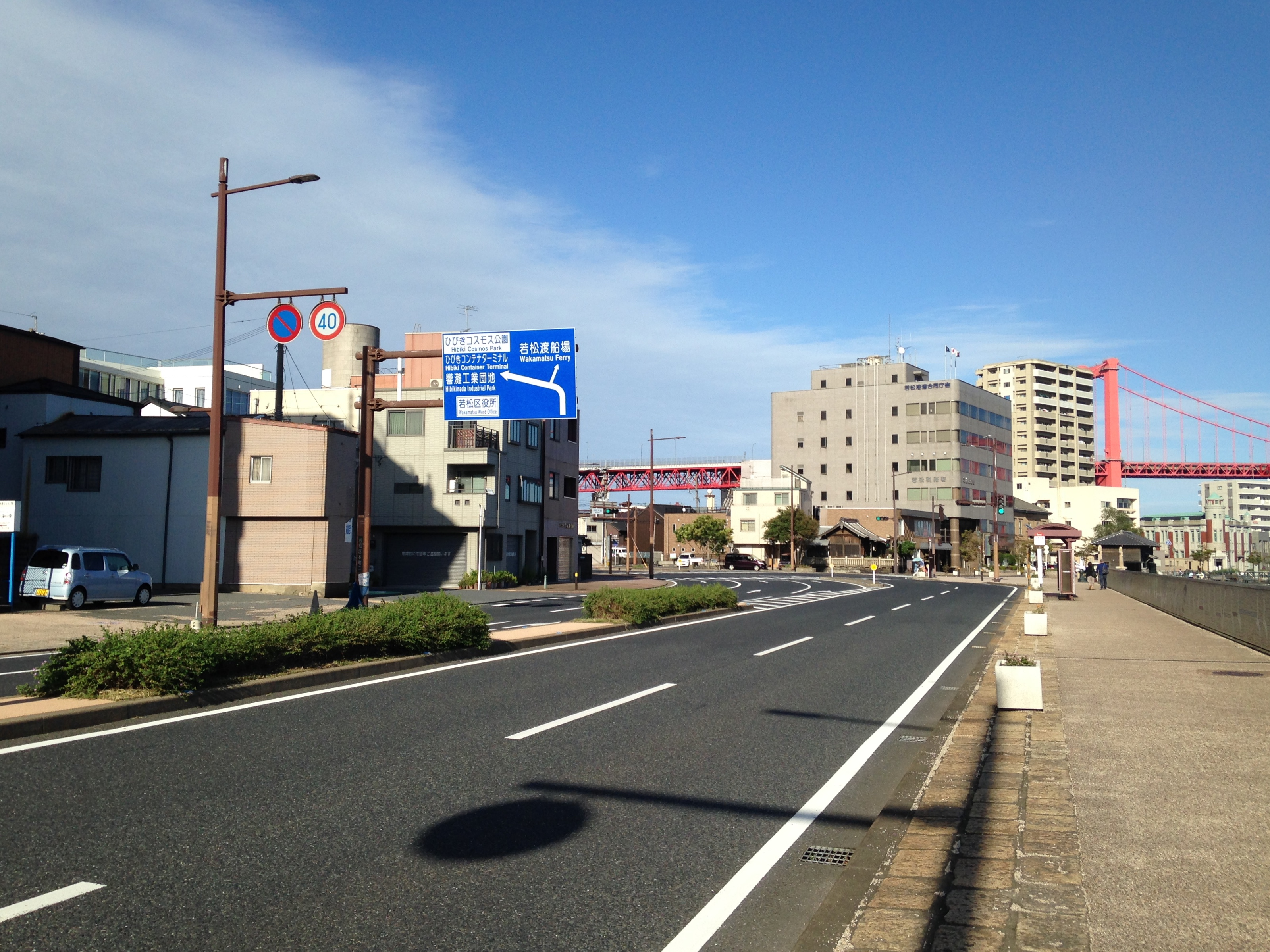
기점 부근 (기타큐슈시 와카마쓰구 혼마치 2초메)이며, 안쪽이 아시야 방면

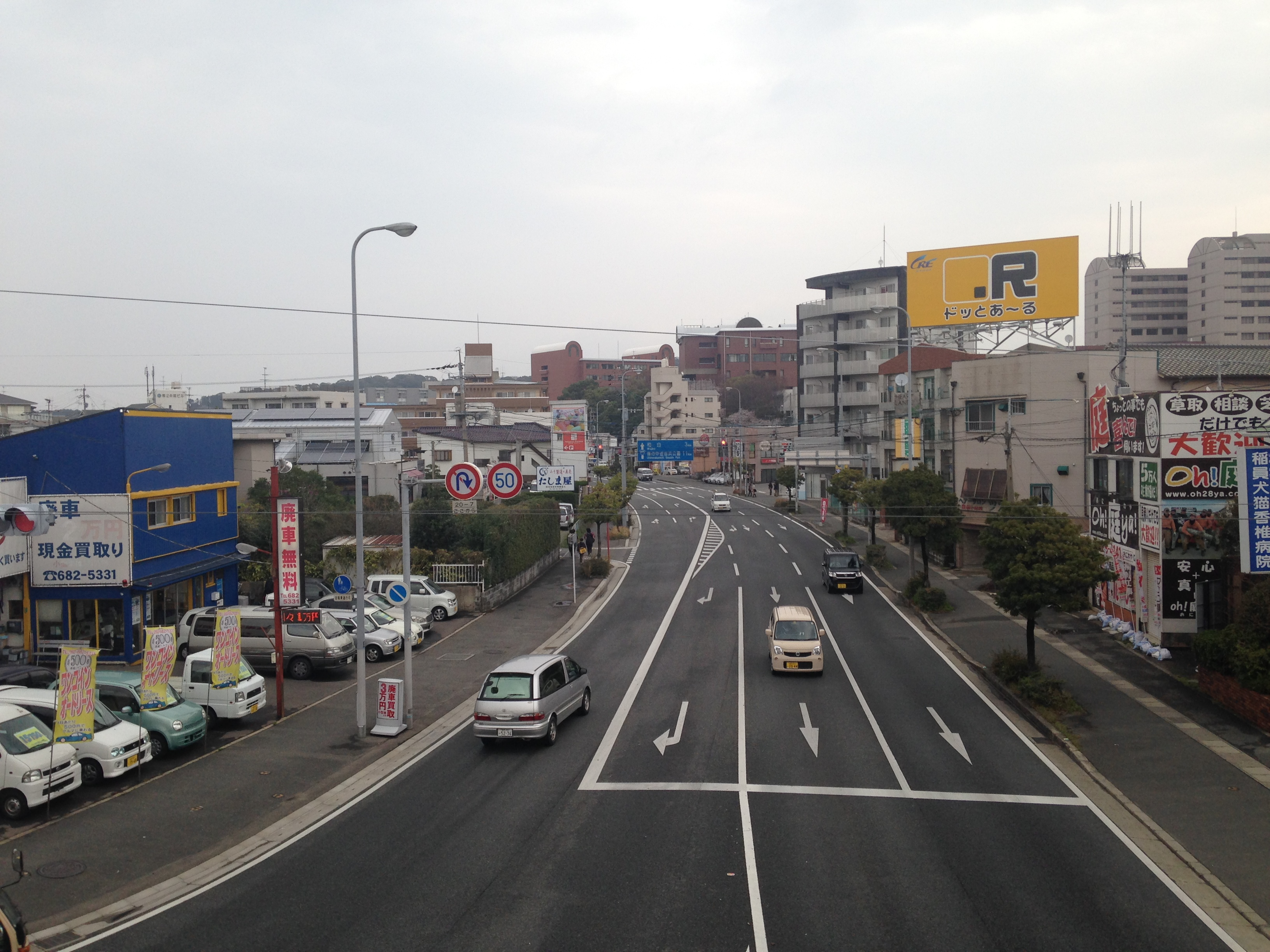
종점 부근(후쿠오카시 히가시구 가스미가오카1초메)이며, 안쪽이 와지로 방면이다.

일본 495번 국도(일본어: 国道495号→국도 495호)는 후쿠오카현 기타큐슈시 와카마쓰구에서 후쿠오카시 히가시구를 이르는 일본의 일반 국도 노선이다. 

## 개요
기점인 기타큐슈시 와카마쓰구의 와카마쓰역 앞 교차로에서 와카마쓰 발전소 앞 교차로까지는 임해부 공업지대를 관통하고 있는 간선도로로, 히비키 콘테이너 터미널에 접근할 수 있는 도로로 이루어져 있기 때문에, 대형 차량의 통행이 가장 많다. 다만 와카마쓰구의 시가지를 피해 도바타구 측에서 임해부까지 이르는 새로운 대체 경로인 와카토 터널이 정비되었다. 그러나 국도가 공식적으로 제정되었을 초기 당시에는 와카마쓰 시가지 일원을 중심으로 하는 나카가와 거리, 오이도 거리를 거쳐 와키노우라 입구 교차로에 이르는 옛 현도의 구간으로 설정되어 있다. 그 후에는 아시야초의 지그재그 구간을 제외한 후쿠쓰시까지의 구간은 대개 겐카이나다를 따라 시가지로부터 많이 이격했기 때문에 비교적 교통 수요가 매우 적은 쾌속도로이다. 다만 와카마쓰역 앞에서부터 아시야마치까지는 국도 제199호선 또는 후쿠오카현도 제26호선을 거치는 것이 훨씬 더 용이하다. 후쿠쓰시에서 후쿠오카시 히가시구까지의 구간은 예전에 주로 쓴 국도 제3호선이며, 교통량의 급증으로 인해 정체 현상이 심하다. 또한 후쿠오카시의 시내부 4.1 km는 와지로 거리와의 후쿠오카시도의 애칭이 함께 붙어 있다. 또한 1990년대 후반기 들어, 우미노나카미치, 시카노시마 방향으로 분기하게 되는 와지로 교차로 일대가 주말을 중심으로 혼잡이 심화됨에 따라, 현내 굴지의 정체 포인트가 성립되었지만, 아일랜드시티를 경유하는 도로이자 신구정으로 접근시키는 도로로서, 후쿠오카현도 제537호선과 후쿠오카현도 제538호선의 정비 외에도 아울러 와지로 교차로에서 도심 방향으로 4차선화가 완성됨에 따라 도로망이 제대로 개선되어 있다.

### 노선 정보
일반 국도의 노선을 지정하고 있는 정령에 의거한 기종점 및 경유지는 다음과 같다.
- 기점 : 기타큐슈시 와카마쓰구 (와카마쓰역 앞 교차로 = 국도 제199호선과의 교점)
- 종점 : 후쿠오카시 후쿠오카시 (가스미가오카(일본어판) 교차로 = 국도 제3호선과의 교점)
- 중요한 경과지 : 후쿠오카현 무나카타군 겐카이정
- 총 연장 : 69.1 km
- 중용 연장 : 없음
- 미공용 연장 : 없음
- 실제 연장 : 69.1 km
- 현도 : 65.7 km
- 구도 : 1.1 km
- 신도 : 2.3 km
- 지정 구간 : 없음

## 역사
- 1993년 (헤이세이 5년) 4월 1일 : 일반 국도의 노선을 지정하는 정령에 의해 공식적으로 노선이 지정됨
  - 후쿠오카현 고시에 의해 당시의 후쿠오카현도 제63호 와카마쓰 아시야선과 후쿠오카현도 제26호 기타큐슈 아시야 후쿠오카선 중 온가군 아시야정에서 후쿠오카시 히가시구 사이의 구간에 한하여 국도로 승격, 오늘에 이름.[C]

## 노선 개황

### 별명
- 와카마쓰 코스모스 가도 (기타큐슈시)
- 구 국도 3호선
- 구 현도 26호선
- 와지로 거리(일본어판) (후쿠오카시)

### 미치노에키
- 미치노에키 무나카타(일본어판) (무나카타시)

## 지리

### 통과하는 지자체
- 후쿠오카현
  - 기타큐슈시 (와카마쓰구) - 온가군 아시야정 - 온가군 오카가키정 - 무나카타시 - 후쿠쓰시 - 고가시 - 가스야군 신구정 - 후쿠오카시 (히가시구)

### 통과하는 도로
※ 현도를 제외한 상기의 도로만 통과한다.
- 3번 국도
- 199번 국도(일본어판)
- 후쿠오카 고속 1호 가시선(일본어판)
- 와카토 터널(일본어판)
- 우미노나카미치

### 교차하는 철도
- 가시선